# ماومينغ
ماومينغ هي مدينة من مدن الصين. يبلغ عدد سكانها 5817494 نسمة حسب إحصائيات سنة 2010. يبلغ ارتفاع المدينة عن سطح البحر قرابة 29 متر. تبلغ مساحتها 11424.8 كم².

## المناخ
يظهر الجدول التالي التغييرات المناخية على مدار السنة لماومينغ:
| البيانات المناخية لـماومينغ                      | البيانات المناخية لـماومينغ | البيانات المناخية لـماومينغ | البيانات المناخية لـماومينغ | البيانات المناخية لـماومينغ | البيانات المناخية لـماومينغ | البيانات المناخية لـماومينغ | البيانات المناخية لـماومينغ | البيانات المناخية لـماومينغ | البيانات المناخية لـماومينغ | البيانات المناخية لـماومينغ | البيانات المناخية لـماومينغ | البيانات المناخية لـماومينغ | البيانات المناخية لـماومينغ |
| الشهر                                            | يناير                       | فبراير                      | مارس                        | أبريل                       | مايو                        | يونيو                       | يوليو                       | أغسطس                       | سبتمبر                      | أكتوبر                      | نوفمبر                      | ديسمبر                      | المعدل السنوي               |
| ------------------------------------------------ | --------------------------- | --------------------------- | --------------------------- | --------------------------- | --------------------------- | --------------------------- | --------------------------- | --------------------------- | --------------------------- | --------------------------- | --------------------------- | --------------------------- | --------------------------- |
| الدرجة القصوى °م (°ف)                            | 28.9 (84.0)                 | 31.5 (88.7)                 | 32.5 (90.5)                 | 34.0 (93.2)                 | 36.2 (97.2)                 | 37.5 (99.5)                 | 36.9 (98.4)                 | 37.3 (99.1)                 | 36.5 (97.7)                 | 34.4 (93.9)                 | 33.5 (92.3)                 | 29.8 (85.6)                 | 37.5 (99.5)                 |
| متوسط درجة الحرارة الكبرى °م (°ف)                | 21.2 (70.2)                 | 21.0 (69.8)                 | 23.8 (74.8)                 | 27.2 (81.0)                 | 30.2 (86.4)                 | 31.8 (89.2)                 | 32.4 (90.3)                 | 32.6 (90.7)                 | 31.9 (89.4)                 | 30.2 (86.4)                 | 26.9 (80.4)                 | 23.0 (73.4)                 | 27.7 (81.8)                 |
| المتوسط اليومي °م (°ف)                           | 16.4 (61.5)                 | 17.1 (62.8)                 | 20.1 (68.2)                 | 23.8 (74.8)                 | 26.5 (79.7)                 | 28.1 (82.6)                 | 28.6 (83.5)                 | 28.5 (83.3)                 | 27.5 (81.5)                 | 25.4 (77.7)                 | 21.7 (71.1)                 | 17.7 (63.9)                 | 23.5 (74.2)                 |
| متوسط درجة الحرارة الصغرى °م (°ف)                | 13.5 (56.3)                 | 14.7 (58.5)                 | 17.9 (64.2)                 | 21.6 (70.9)                 | 24.0 (75.2)                 | 25.7 (78.3)                 | 26.0 (78.8)                 | 25.8 (78.4)                 | 24.7 (76.5)                 | 22.3 (72.1)                 | 18.3 (64.9)                 | 14.3 (57.7)                 | 20.7 (69.3)                 |
| أدنى درجة حرارة °م (°ف)                          | 4.3 (39.7)                  | 4.0 (39.2)                  | 4.9 (40.8)                  | 11.2 (52.2)                 | 16.1 (61.0)                 | 18.9 (66.0)                 | 22.1 (71.8)                 | 22.3 (72.1)                 | 17.3 (63.1)                 | 13.7 (56.7)                 | 6.1 (43.0)                  | 3.5 (38.3)                  | 3.5 (38.3)                  |
| الهطول مم (إنش)                                  | 30.7 (1.21)                 | 54.1 (2.13)                 | 66.5 (2.62)                 | 142.6 (5.61)                | 233.4 (9.19)                | 302.3 (11.90)               | 275.3 (10.84)               | 291.4 (11.47)               | 204.3 (8.04)                | 73.1 (2.88)                 | 30.9 (1.22)                 | 26.5 (1.04)                 | 1٬731٫1 (68.15)             |
| متوسط الرطوبة النسبية (%)                        | 76                          | 82                          | 84                          | 85                          | 84                          | 85                          | 83                          | 83                          | 80                          | 74                          | 70                          | 70                          | 80                          |
| المصدر: China Meteorological Data Service Center |                             |                             |                             |                             |                             |                             |                             |                             |                             |                             |                             |                             |                             |

## أعلام
- لي يونغهونغ